# کلود ماگنی
کلود ماگنی (فرانسوی: Claude Magni‎؛ زادهٔ ۱۱ سپتامبر ۱۹۵۰) دوچرخه‌سوار اهل فرانسه است.